# Alpaida ericae
Alpaida ericae Levi, 1988 è un ragno appartenente alla famiglia Araneidae.

## Etimologia
Il nome della specie è in onore dell'entomologa ed aracnologa brasiliana Erica Helena Buckup del Museu de Ciencias Naturais di Porto Alegre.

## Caratteristiche
L'olotipo femminile rinvenuto ha dimensioni: cefalotorace lungo 1,5mm, largo 1,2mm; il primo femore misura 1,5mm e la patella e la tibia circa 1,8mm.

## Distribuzione
La specie è stata rinvenuta nel Brasile meridionale: nei pressi della città di Montenegro, nello stato di Rio Grande del Sud.

## Tassonomia
Al 2014 non sono note sottospecie e dal 1988 non sono stati esaminati nuovi esemplari.